# Telecí
Telecí je obec v okrese Svitavy v Pardubickém kraji. Leží asi dvanáct kilometrů pozemní komunikací jihozápadně od Poličky. Je součástí Chráněné krajinné oblasti Žďárské vrchy. Obec je roztroušena podél silnice a žije zde 422 obyvatel.

## Historie
- První písemná zmínka o obci pochází z roku 1403. K obci původně náležela i osada Mrhov, připojená před rokem 1973 k sousední obci Krásné.[4]
- Od roku 1841 existují záznamy o dolování železné rudy v okolí obce až do roku 1857 (v okolí se nacházely kamenné sloupky se zkříženými kladívky v místech bývalých dolů). Ruda se vozila do Kadova k dalšímu zpracování. K definitivnímu uzavření dolů došlo po prohlídce důlních inženýrů z Kutné Hory v roce 1924 z důvodů malého obsahu železa v rudě a nákladnou dopravu.[5]
- 27. října 1930 se obcí a okolím prohnala sněhová bouře. Vichřici a mokrému sněhu podlehla řada statných stromů.[5]

## Obyvatelstvo
| Rok            | 1869  | 1880  | 1890  | 1900  | 1910  | 1921 | 1930 | 1950 | 1961 | 1970 | 1980 | 1991 | 2001 | 2011 | 2021 |
| -------------- | ----- | ----- | ----- | ----- | ----- | ---- | ---- | ---- | ---- | ---- | ---- | ---- | ---- | ---- | ---- |
| Počet obyvatel | 1 126 | 1 130 | 1 150 | 1 097 | 1 068 | 952  | 904  | 676  | 634  | 545  | 503  | 454  | 409  | 384  | 418  |
| Počet domů     | 181   | 182   | 182   | 173   | 189   | 189  | 184  | 170  | 152  | 141  | 131  | 130  | 191  | 198  | 200  |

## Obecní správa
K Telecí patří také Nové Telecí, osada Landráty a samota Maděra.

### Obecní symboly
Znak a vlajka byly obci uděleny rozhodnutím předsedy Poslanecké sněmovny Parlamentu České republiky dne 18. června 2003.

## Pamětihodnosti
- Kostel sv. Maří Magdalény se zvonicí v horní části obce. Prostá gotická stavba z 2. poloviny 14. stol. s opěráky a pětibokým zakončením. Opraven 1536, 1583 a novogoticky upraven 1881. Presbytář s žebrovou klenbou, obdélná loď má gotická okna bez kružeb a plochý strop. Stojí uprostřed ohrazeného hřbitova, jehož vstup tvoří výrazná hranolová zvonice s dřevěným podsebitím, patrně ze 16. stol.[9]
- Evangelický kostel toleranční z roku 1783, roku 1890 zvýšena loď a postavena věž.
- Lukasova „zpívající“ lípa
- Pajkrův dub v Telecí
- Venkovská usedlost čp. 36
- Venkovská usedlost čp. 23
- Venkovská usedlost čp. 24
- Venkovský dům čp. 128
- Venkovská usedlost čp. 59
- Venkovská usedlost čp. 145
- Venkovská usedlost čp. 22
- Venkovská usedlost čp. 16
- Venkovská usedlost čp. 144
- Venkovská usedlost čp. 102
- Venkovská usedlost čp. 155
- Venkovská usedlost čp. 58
- Venkovská usedlost čp. 122
- Venkovská usedlost čp. 110
- Venkovská usedlost čp. 10
- Vodní mlýn (čp. 48) v obci na Teleckém potoku

## Významné osobnosti obce
- Jaroslav Zrůst, byl český malíř, ilustrátor, dekoratér a učitel. V obci se narodil a nějaký čas žil.
- Teréza Nováková, spisovatelka (nepocházela odtud, ale psala o obci a Telecí často navštěvovala)

## Galerie

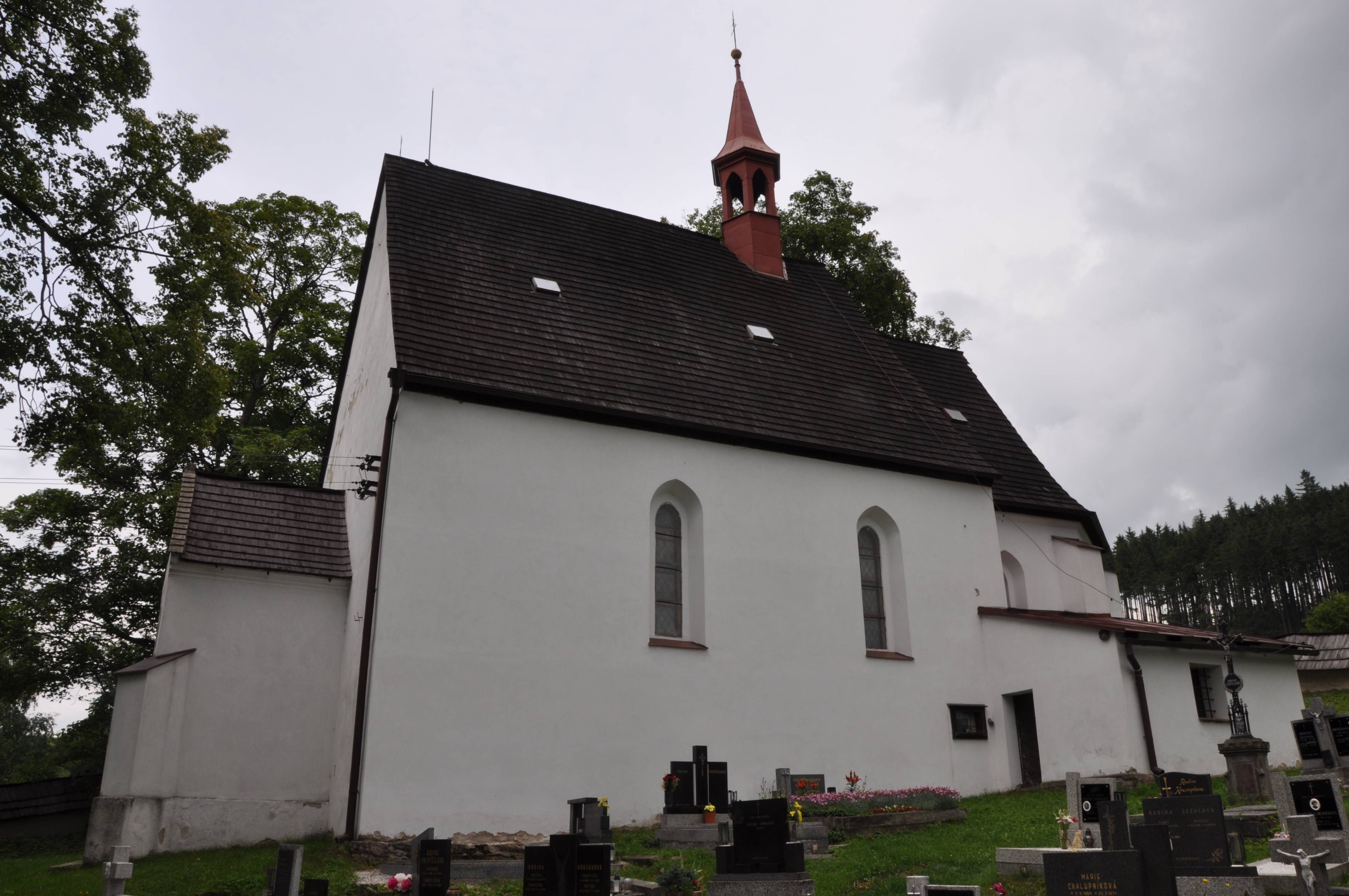
Kostel sv. Maří Magdalény
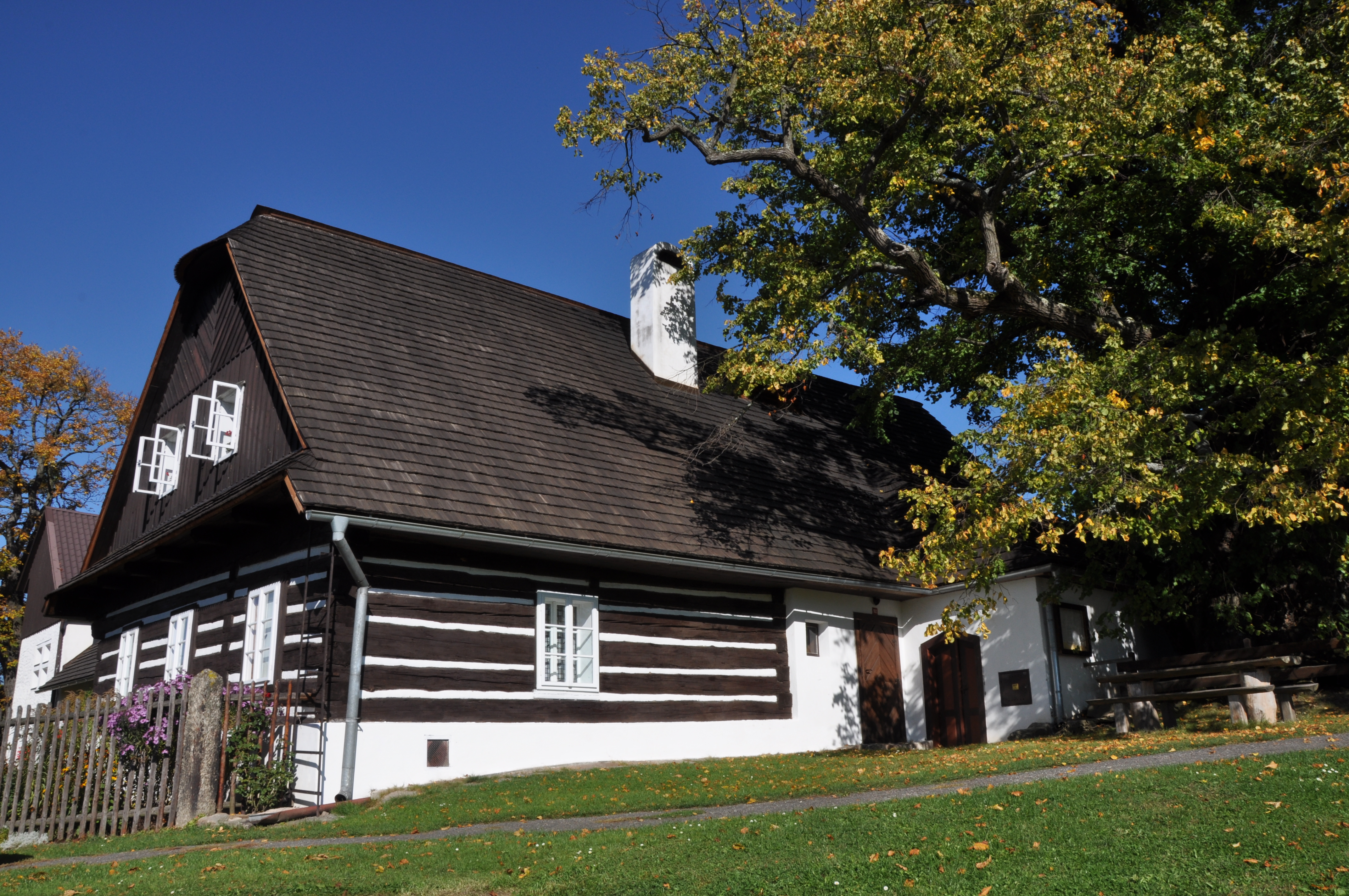
Chalupa čp. 102
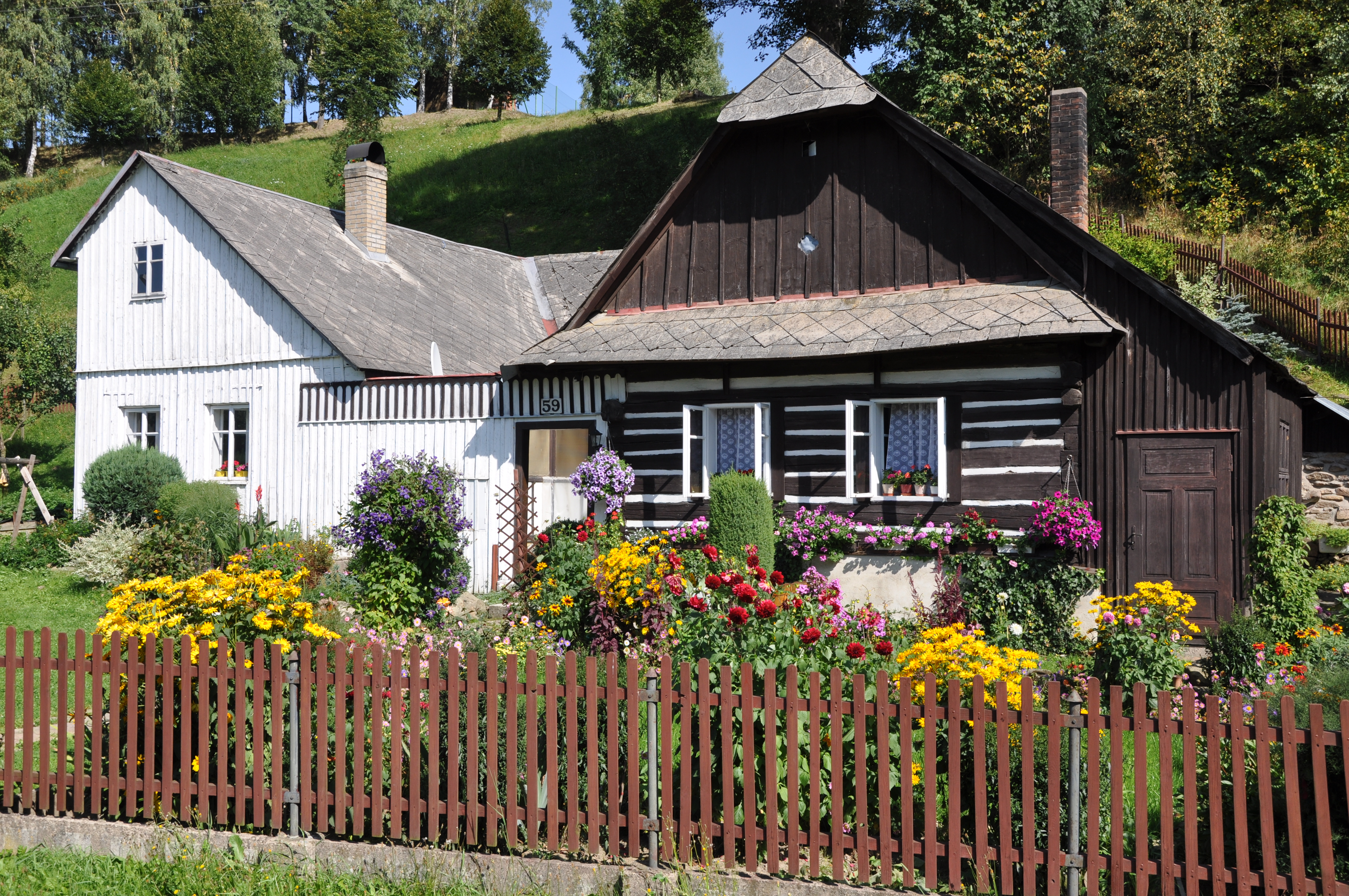
Telecí-Chaloupky
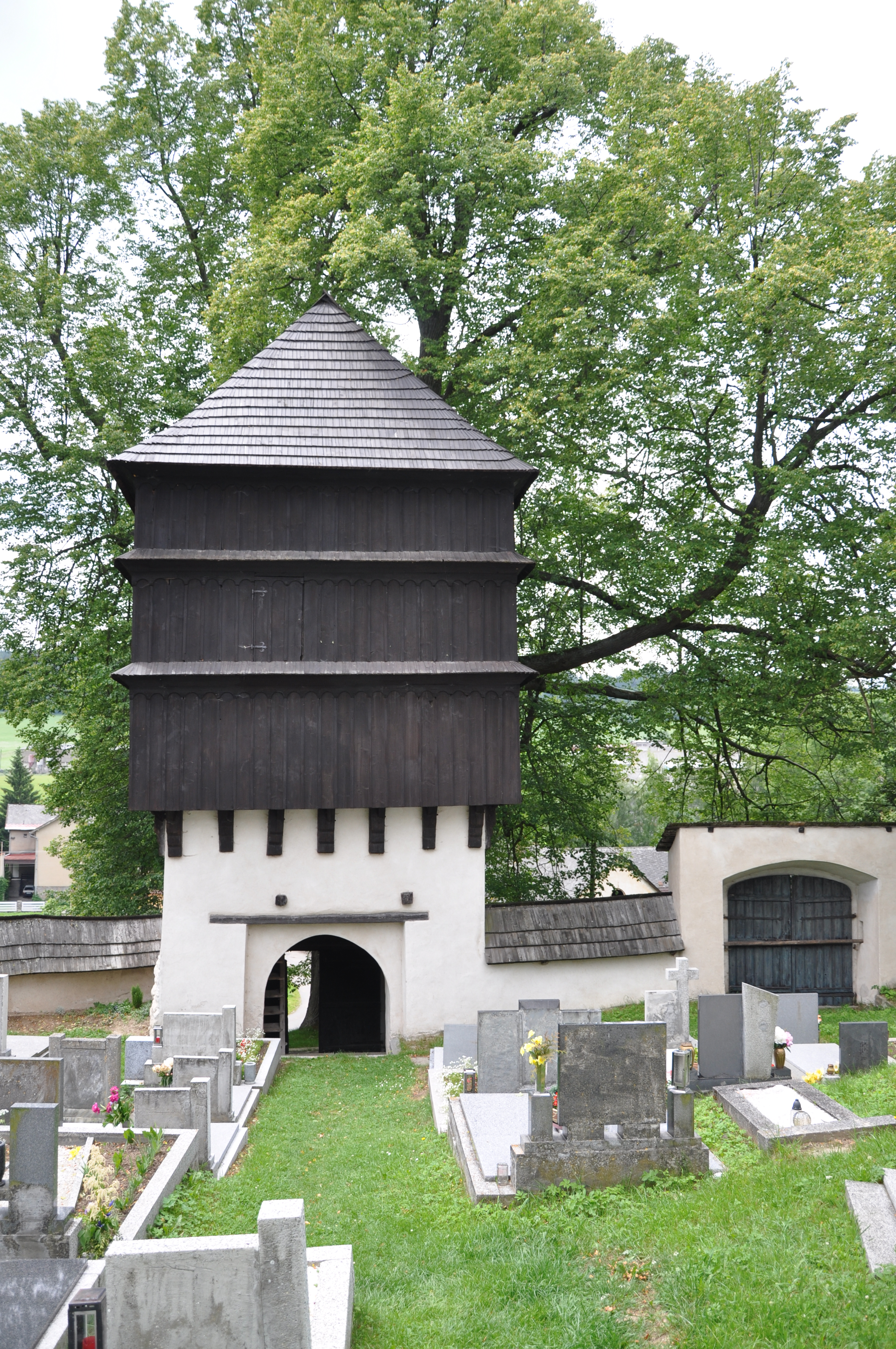
Zvonice katolického kostela